# Rosa Taddei
Rosa Taddei Mozzidolfi (Trento, 30 agosto 1799 – Roma, 3 marzo 1869) è stata un'attrice teatrale e poetessa italiana, famosa tra il diciottesimo e la prima metà del diciannovesimo secolo.

## Biografia
Rosa Taddei nacque il 30 agosto 1799 a Trento da genitori entrambi attori affermati: il padre Francesco, napoletano detto Ciccio (1770-1830), fu capocomico di una compagnia teatrale che gestì insieme alla moglie Marianna Nardi (m. Roma 1842), bresciana, anche lei attrice; recitarono con successo per più di trenta anni. Proprio durante il viaggio di ritorno da una tournée in Germania, si fermarono a Trento per la nascita della bambina. Qualche anno dopo nacque Luigi (Forlì, 22 agosto 1802-29 agosto 1866), anche lui divenne un bravo attore, uno dei più famosi dell'epoca, molto apprezzato per il suo repertorio goldoniano e non solo; fu anche pittore e poeta.
Rosa crebbe a Napoli a casa dello zio Emanuele Taddei, letterato erudito che avvicinò la ragazza allo studio dei classici greci e latini, della storia e della letteratura. Ancora giovanissima, manifestò una spiccata propensione a comporre e declamare versi improvvisati. 
Iniziò precocemente a calcare le scene al seguito della compagnia di famiglia fino a diventare una delle prime attrici tragiche più belle e piene di talento. Divenne famosa soprattutto per le sue poesie estemporanee, eleganti versi poetici che componeva rapidamente, con intelligenza e sensibilità, il cui argomento era di solito proposto dal pubblico presente. Nel suo repertorio trovarono ampio spazio anche tematiche dantesche.
Per la sua bravura venne accolta nell'Accademia dell'Arcadia, con il nome Licori Partenopea, nel 1821 nell'Accademia spoletina e in molte altre accademie di poeti. Fu la prima donna socia dell'Ateneo Veneto. Le sue esibizioni erano molto richieste e acclamate; persino durante il viaggio di nozze si recò a Venezia in occasione del Carnovale per esibirsi in alcune accademie che la reclamavano. Molti intellettuali e poeti dell'epoca ne sottolinearono i meriti. Tra loro Giulio Perticari e Silvio Pellico:
(Giulio Perticari)
8 marzo 1834.

Pensa, leggiadra Ottavia, / Quanto al risorto vate /Nuove sien cure amate / L’arte ch'ei sempre amò! [...] E tu Rosina amabile, / Pensa quest’alma quanto / Al tuo celeste canto / S'inebrii di piacer. [...] E qua la dolce Ottavia / E là la pia Rosina / Coll'arte lor divina / Di me riparleran»
(Silvio Pellico)
Nel 1832 sposò Vincenzo Mozzidolfi, attore e letterato senese, abile nelle lingue straniere. Dieci anni dopo si fermarono stabilmente a Roma e Rosa lasciò le scene per dedicarsi allo studio e all'educazione di giovinette della borghesia e dell'aristocrazia romane.
Morì a Roma il 3 marzo 1869. È sepolta al Cimitero del Verano.